# Pterophthirus audax
Pterophthirus audax är en insektsart som först beskrevs av Ferris 1921.  Pterophthirus audax ingår i släktet Pterophthirus och familjen gnagarlöss. Inga underarter finns listade i Catalogue of Life.